# Marcel Hénaff
Marcel Hénaff (né le 21 juillet 1942 à Hauteluce (Savoie) et mort le 11 juin 2018 à La Jolla (Californie) est un philosophe et anthropologue français.
Il était professeur à l'université de Californie à San Diego.

## Biographie
Marcel Hénaff est titulaire d'un doctorat en philosophie de l'université de Copenhague et d'une agrégation de philosophie (Paris). Il a également étudié l'anthropologie sociale à l'université d'Abidjan.
Au début des années 70, il a enseigné à l'université de Copenhague, s'intéressant à l'œuvre du Marquis de Sade et au structuralisme. Ensuite, il obtient un poste au Collège international de philosophie de Paris, et à partir de 1988 il est professeur de philosophie et d'anthropologie à l'université de Californie à San Diego. 
Il a également enseigné à l’Université Johns-Hopkins à Baltimore, au Maryland (États-Unis) ainsi qu`à celle de Kyoto (Japon) comme chercheur associé. Il contribua régulièrement à la revue Esprit où il a publié de nombreux textes et qui lui a consacré un numéro spécial.
Il travaille en particulier sur la question du don et de la réciprocité dans les sociétés humaines, à partir de l’œuvre de Marcel Mauss ; dans ses livres  Le Prix de la Vérité (2002) où il analyse le rapport entre le commerce et le hors commerce, puis Le Don des philosophes (2012) où il confronte le travail sur le don chez plusieurs philosophes comme Levinas ou Marion à l'Essai sur le don de Mauss, il aborde le don comme une procédure de reconnaissance publique. Il a été par ailleurs à partir des années 1990 un des principaux artisans avec Claude Imbert, de la remise en question philosophique du structuralisme et de l’œuvre de Claude Lévi-Strauss , notamment à travers ses livres Claude Lévi-Strauss et l'anthropologie structurale (1991) puis Claude Lévi-Strauss, Le Passeur de sens (2008).
En 2004, une polémique l'avait opposée à Jacques Godebout et Alain Caillé quant à la conception du MAUSS où il estimait que les deux auteurs ne voyaient dans le don qu’un opérateur économique, alors que ceux-ci défendaient une conception politique du don (et donatiste du politique) ainsi que sur la rémanence du don dans les sociétés contemporaines.
En 2001, un dans un article publié dans la revue Esprit, il analyse comment Lévi-Strauss passe avec les Mythologiques à une autre méthodologie qui, sans pour autant abandonner la structure, se réfère plus au concept de transformation.
Il est considéré comme l'un des plus grands anthropologues modernes du don et des rapports de celui-ci avec la reconnaissance, mais a aussi contribué au rapprochement entre Mauss, Ricœur et Lévi-Strauss.

## Distinctions
Il a été récompensé en 2002 par le Grand Prix Moron de l'Académie française et par le prix Victor-Cousin de l`Académie des Sciences Morales et Politiques pour son livre Le Prix de la Vérité. 
En 2011, il reçoit le Faculty Research Award, décerné par l`Université de Californie, à San Diego.

## Ouvrages
- Texte/censure/subversion, ou, L’hétéro-scène: lecture de Sade, Copenhague : Romansk institut, 1973
- La littérature n’existe pas: introduction à la sémanalyse de Julia Kristeva, Copenhague : Romansk institut, 1973
- Sade, l’invention du corps libertin, Paris : PUF, 1978
- Les âges de la lecture sadienne, Copenhague : Romansk Institut 1979.
- Claude Lévi-Strauss et l’anthropologie structurale, Paris : Pocket, 1991 (rééd. 2000)
- (en) Public Space and Democracy, éd. avec Tracy Strong, University of Minnesota Press, 2001.
- Le Prix de la Vérité: Le don, l’argent, la philosophie, Paris : éditions du Seuil, 2002 (trad. en angl, allemand, it.)
- La Ville qui vient, Paris : L’Herne, 2008
- Claude Lévi-Strauss, le passeur de sens, Paris : Perrin, 2008 .
- Le Don des philosophes. Repenser la réciprocité, Paris : Le Seuil, 2012.
- Naissance du monde global. Actualité de Michel Serres, Paris : Bourin, 2012.
- Violence dans la raison?  Conflit et cruauté, Paris, L'Herne, 2014 ; 240 p.[13].
- (it) (avec Claude Lévi-Strauss) Dentro il pensiero selvaggio. L’antropologo e i filosofi. Conversazione : Claude Lévi-Strauss & Marcel Hénaff - Milan, Medusa, 2013, 96 p.